# Иоганн IV (ландграф Лёйхтенберга)
Иоганн IV (Johann IV. von Leuchtenberg) (ок. 1470, Пфраймд — 1 сентября 1531, Грюнсфельд) — ландграф Лейхтенберга (в Верхнем Пфальце) с 1487. Сын и наследник Фридриха фон Лейхтенберга (ум. 19 мая 1487) и его жены Доротеи фон Ринек.
Пфраймду, в котором находилась его резиденция, предоставил в 1497 г. городские права.
Участвовал в войне за Ландсхутское наследство на стороне Филиппа Пфальцсского, и на какое-то время был изгнан из своих владений королём Максимилианом I.
С 1501 г. служил за ежегодное жалование при дворе герцога Георга Богатого, позднее — у Людвига V, в 1513—1518 штатхальтер Амберга.
После смерти матери (1503) унаследовал сеньорию Грюнсфельд.
В 1530 г. купил у Ганса Адама Виспека фон Фольбурга Луге и Вернберг. Известен и другими приобретениями, за счёт которых значительно расширил территорию своего княжества.
Установил единонаследие для своих земельных владений.
Чеканил монету - батцены.
Жена — Маргарета фон Шварцбург (ум. 1518). Дети:
- Георг III (ок. 1502—1555), ландграф Лейхтенберга
- Анна (ок. 1506—1555), муж — Мартин фон Эттинген
- Елизавета (ок. 1508—1560), муж — Карл Вольфганг фон Эттинген
- Ганс, душевнобольной
- Кристоф (ум. 1554), титулярный ландграф Лейхтенберга.